# Extraction du fœtus
 (décembre 2022).
Si vous disposez d'ouvrages ou d'articles de référence ou si vous connaissez des sites web de qualité traitant du thème abordé ici, merci de compléter l'article en donnant les références utiles à sa vérifiabilité et en les liant à la section « Notes et références ».
L'extraction du fœtus désigne l'ensemble des manœuvres avec ou sans instruments aboutissant à la naissance du fœtus
Ce terme est classiquement réservé à la naissance par les voies naturelles bien que certaines de ces techniques puissent être appliquées lors d'une naissance par opération césarienne

## Extraction instrumentale
Quatre conditions sont nécessaires pour faire une extraction instrumentale :
1. la présentation doit être céphalique,
2. les membranes doivent être rompues,
3. la présentation doit être engagée,
4. la dilatation doit être complète.